# Fuchsfelsen

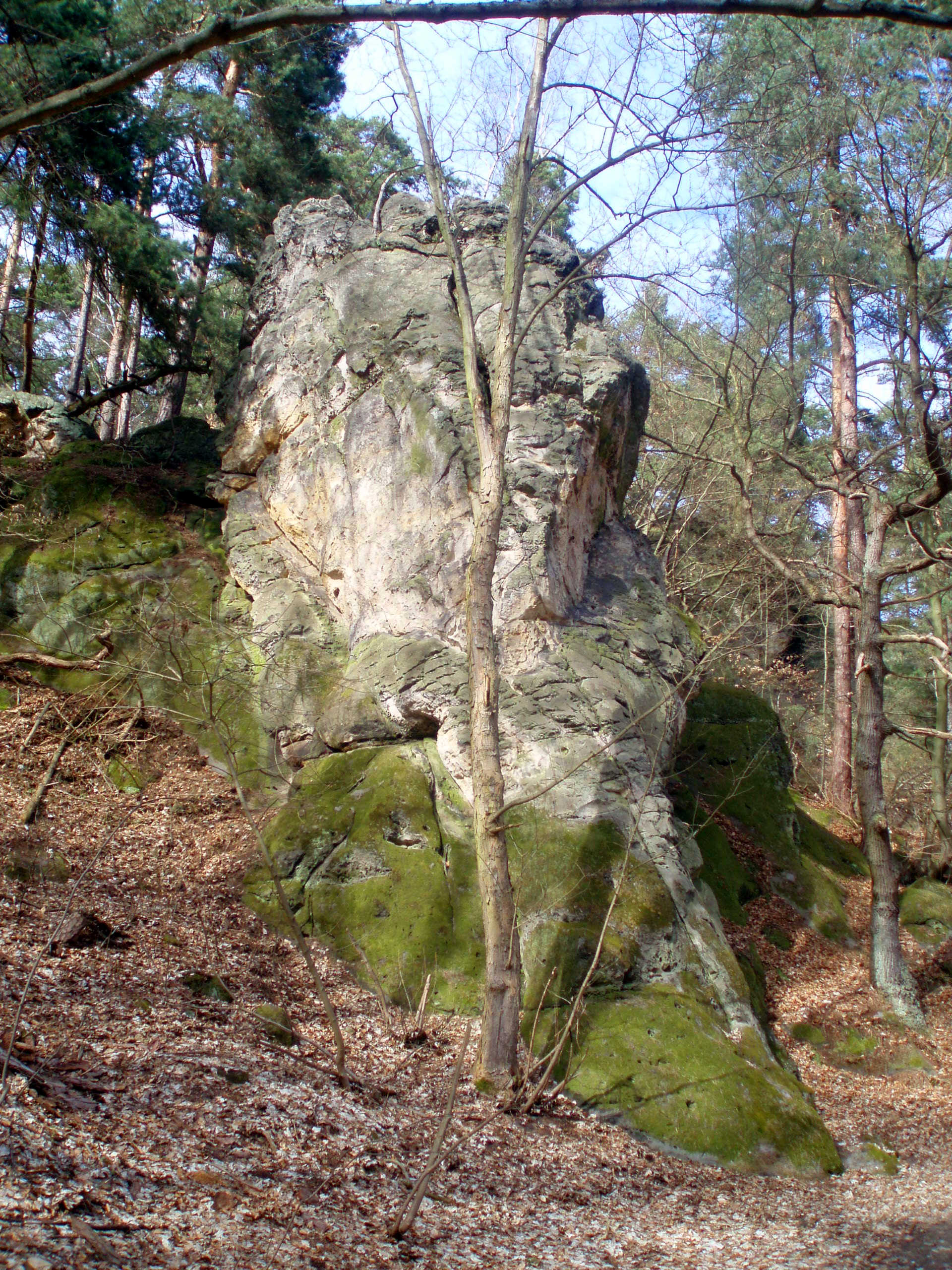
Am Fuchsfelsen

Fuchsfelsen, auch kurz Fuchsfels, ist der Name einer markanten Felsformation an der Teufelsmauer zwischen Blankenburg (Harz) und dem Ortsteil Timmenrode im Sachsen-Anhalter Landkreis Harz. Sie befindet sich am 1934 ausgebauten Wanderweg an der Nordseite der Teufelsmauer, östlich des Heidelberges am Rand des Sautroges. Unweit davon befinden sich in Richtung der Ausflugsgaststätte „Helsunger Krug“ die Gewittergrotte und der Fuchsbau.
Koordinaten: 51° 47′ N, 10° 59′ O